# Liacarus fusiformis
Liacarus fusiformis är en kvalsterart som beskrevs av Ewing 1917. Liacarus fusiformis ingår i släktet Liacarus och familjen Liacaridae. Inga underarter finns listade i Catalogue of Life.